# Athanasios Vouros
Athanasios Vouros (griechisch Αθανάσιος Βούρος; * 1871 in Athen; † 14. Mai 1959 ebenda) war ein griechischer Fechter aus Athen, der an den Olympischen Sommerspielen 1896 in Athen teilnahm. Er trat im Florettfechten an und wurde nach einer 2:3-Niederlage gegen Eugène-Henri Gravelotte und einem 3:1-Sieg gegen Georgios Balakakis sowie einem 3:0-Sieg gegen Konstantinos Komninos-Miliotis, der disqualifiziert wurde, Viertplatzierter.